# مضاد السم
مضاد السم أو مضاد لسم الأفاعى هو المصل أو المضادات (مضاد للسموم) وهو دواء مصنوع من الاجسام المضادة التي تستخدم لعلاج لدغات ولسعات سامة، ويتم استخدامها فقط في حالات السمية العالية ولها اخطار سمية كبيره، وتعتمد هذه الاجسام المضادة على نوع السم (يعني كل سم له جسم مضاد خاص به) وتعطى للمصاب عن طريق الحقن.
واعراضها الجانبية تأثيرها شديد مثل: ضيق التنفس أو الحساسية المفرطة أو داء المصل، وتصنع المضادات من الحيوانات التي تحتوي على السم (كالافاعي لانها وسيلة دفاع لها) ويتم حقنها في حيوانات اليفه أخرى دمها يساعد على إنتاج اجسام مضادة يتم جمعها بعد تنقية دم الحيوان، ويتوفر مضادات للدغات الثعابين والعناكب والسمك ولسعات العقرب.
تم تطوير المصل لأول مرة في أواخر 1800م واصبح شائع الاستخدام في 1950م، وتم ادراجه ضمن قائمة الادوية الاساسية لمنظمة الصحة العالمية، وهو من أكثر الادوية امان وفعالية المطلوبة في النظام الصحي، وتختلف تكلفته حسب نوعه التي تتراوح مابين 9الى 118.80دولار للعبوة الواحده في الدول النامية، و2.30دولار سعر الجملة في أمريكا للجرعه الواحدة.

## الاستخدامات الطبية
يستند مبدأ المضادات على اللقحات التي وضعها وطورها ادوارد جنير، ومع ذلك، بدلا من إحداث المناعة في المريض مباشرة، يتم تحريضه فيي حيوان مضيف ويتم نقل المصل مفرط الحركة إلى المريض.
تصنف المضادات إلى احادية التكافؤ (تكون فعالة ضد نوع واحد من السموم) ومضادات عديدة التكافؤ (تكون فعالة ضد أكثر من نوع من السموم بنفس الوقت).
غالبا يتم الحفاظ على مضادات السموم المستخدمه للعلاج على شكل امبولات مجففه بالتجميد، ولكن بعضها متوفر بالحالة السائلة فقط، لذلك يتم حفظها بالتبريد.مع ذلك، لا يتم تثبيطها على الفور بالحرارة، ويتم اعطاء غالبية المضادات (بما في ذلك مضادات سموم الثعبان) عن طريق الوريد. اما مضادات السمكة الحجرية والعنكبوت الاحمر عن طريق الحقن العضلي، مع ذلك، تم التشكيك في طريقة الحقن العضلي لعدم فاعليته بشكل موحد في بعض الحالات.
ترتبط المضادات بالمرض وبمدى انتشاره، تعمل على تقليل الضرر لكنها ما بتوقفه بشكل تام إذا تم التأخير بالحقن، لذلك يجب الحقن بأقصى سرعة بعد التعرض للدغة سامة، ومنذ ظهور المضادات السامة لبعض اللدغات المميته أصبحت نادرا عاى ان يتم اعطاء المضادات بسرعة كافية (أصبح تأثير السموم اقل من قبل).
يتم تنقية مضادات السموم من خلال العديد من العمليات، ولكنها ستظل تحتوي على بروتينات مصلية أخرى يمكن أن تعمل كمستضدات. بعض الافراد ممكن ان يتفاعلوا مع السموم بشكل فوري وتصيبهم حساسيات مفرطه (تأق) أو يتفاعل معها بفرط حساسية متأخر (داء المصل) لذلك يجب استخدام السمبوتين بحذر، على الرغم من ندرة تفاعلات الحساسية  المفرطة، مثل: الحساسية المفرطة لمضاد البواسير إلا ان السم المضاد للعدوى هو العلاج الوحيد للحالات المهدد للحياة. بمجرد ان تكون الاحتياطات الخاصة بإدارة هذه التفاعلات في مكانها الصحيح، لا تكون ردة فعل التأقير سبب لرفض اعطاء مضاد السموم، على الرغم من الأساطير الشائعة التي تقول ان الشخص المصاب بحساسية من الخيول لا يمكن اعطائه مضاد للسموم إلا أنه يمكن التحكم بالاثار الجانبية لذلك يجب اعطائه المضادات بسرعه لانه يمكن التحكم بالاثار الجانبية وإدارتها. 
في الولايات المتحدة، يستند مضادات السموم الوحيدة المعتمدة لأفعى الحفرة (افعى الجرس، الكوبرهيد و خف المياه) على منتج مطهر مصنوع في الاغنام يعرف باسم CroFab] تمت الموافقة عليها من قبل FDA  في اكتوبر2000. لم يعد تصنيع مضادات السموم لسم الثعبان المرجانيه وبقيت المخزونات المتبقية من السم المضاد للأفعى المرجانية منتهية في خريف 2009 وبقيت أمريكا دون مضادات لسموم الافعى المرجانية، حاليا يبذلون مجهود ليحصلو على موافقة لمضادات سم الافعى المرجانيه المنتجه في المكسيك التي تعمل ضد الافاعي الموجوده في الولايات المتحدة، لكن هذه الموافقة ما زالت مضاربة.
وفي حال عدم توفر مضادات السموم، يجب معالجة جميع لدغات الأفاعي المرجانيه في المستشفى عن طريق التنبيب الرغامي الاختياري والتهوية المانيكيه حتى تخفض آثار ثعبان الأعصاب المرجانيه.ومن المهم ان نتذكر أن الشلل التنفسي في لدغات الافاعي المرجانية يمكن ان يحدث فجأه، غالبا ما يصل إلى 12 ساعة أو أكثر بعد اللدغة، لذلك ينبغي استخدام التنبيب والتهوية تحسبا لفشل الجهاز التنفسي وليس بعد حدوثه، عندما يكون قد فات الأوان. 
وكبديل عن عدم وجود مضادات السموم التقليدية، تستخدم المستشفيات في بعض الاحيان نسخة وريدية من عقار نيوستيجمين الخاص بالعقاقير المضادة للتأخر، وذلك لتأخير آثار التسمم العصبي السني من خلال لدغة الأفاعي. كما تم الإبلاغ عن بعض نتائج البحوث واعدة لإدارة المخدرات عن طريق الأنف باعتباره«مضاد عالمي» لعلاج لدغات الأفاعي السمية العصبية.